# Walter Kaminsky (Chemiker)
Walter Kaminsky (* 7. Mai 1941 in Hamburg; † 23. November 2024) war ein deutscher Chemiker und Hochschullehrer, der ab 1977 in Hamburg als Professor für Anorganische Chemie tätig war. Er wurde vor allem bekannte durch seine Arbeiten zur homogenen Ziegler-Natta-Katalyse und Pyrolyse von Kunststoffabfällen, Altreifen und Klärschlamm in der Wirbelschicht.

## Leben und Werk
Kaminsky wurde 1941 in Hamburg geboren. Er studierte ab 1962 Chemie an der Universität Hamburg, wo er 1971 mit einer Arbeit über Die Reaktion zwischen Bis(cyclopentadienyl)-zirkon-dichlorid und Aluminiumtriäthyl zum Dr. rer. nat. promoviert wurde. Es folgten Forschungsarbeiten auf dem Gebiet der Pyrolyse von Kunststoffabfällen und Altreifen, was auch das Thema seiner Habilitation war. 1976 wurde er in Hamburg zum Professor für Anorganische Chemie ernannt.
Im Jahre 1979 erhielt er einen Ruf an die Universität Oldenburg für Technische Chemie und übernahm dort für ein Jahr die Lehrstuhlvertretung. Danach nahm er einen Ruf an die Universität Hamburg an, wo er das Institut für Technische und Makromolekulare Chemie übernahm. Im Jahr 2006 wurde er dort emeritiert.
Einen Forschungsschwerpunkt bildete die Entwicklung von homogenen Katalysatorsystemen auf der Basis von Metallocenen der Titangruppe mit Methylaluminoxan als Co-Katalysator. 1977 entdeckten Kaminsky und Hansjörg Sinn, dass Methylaluminoxan in Kombination mit Titanocendichlorid hochaktive Katalysatoren für die Olefinpolymerisation ergibt. 1982 publizierte Hans-Herbert Brintzinger (Uni Konstanz) die Darstellung chiraler ansa-Metallocene. Durch Zusammenarbeit von Kaminsky und Brintzinger konnten in der Folge Katalysatoren entwickelt werden, die eine stereoselektive Polymerisation von Propen und höheren α-Olefinen ermöglichen.
Die Forschungsarbeiten auf dem Gebiet der Olefinpolymerisation lieferten neben hochreaktiven und leicht zugänglichen Katalysatoren auch Einblicke in die ablaufenden Reaktionsmechanismen. Durch Modifizierung der symmetrischen Eigenschaften der Metallocene gelang es Kaminsky unter anderem, gezielt isotaktisches, syndiotaktisches oder ataktisches Polypropylen herzustellen.
Einen zweiten Schwerpunkt bildete die Entwicklung von technischen Pyrolyseanlagen, dem sogenannten Hamburger Verfahren zur Wiedergewinnung von Rohstoffen für die chemische Industrie aus Kunststoff-Abfällen sowie aus Biomasse.
Walter Kaminsky war verheiratet, lebte in Pinneberg und hatte drei Kinder.

## Auszeichnungen und Mitgliedschaften
Walter Kaminsky erhielt zahlreiche Preise und Auszeichnungen, darunter den Förderpreis für die Europäische Wissenschaft der Körberstiftung, in 1991 den Karl-Heinz Beckurts-Preis, die Alwin-Mittasch-Medaille 1995 für Metallocen-Katalysatoren (zusammen mit Hans-Herbert Brintzinger und Hansjörg Sinn), die Benjamin Franklin Medaille 1999 sowie den Hermann-Staudinger-Preis 2002 in 2003. Er war Ehrenmitglied der Royal Chemical Society und Ehrenprofessor der Zhejiang-Universität in China.
Er war Mitglied der Gesellschaft Deutscher Chemiker, der DECHEMA, der Gesellschaft Deutscher Naturforscher und Ärzte, des Vereins Deutscher Ingenieure und der American Chemical Society. Seit 2005 war er außerdem Ordentliches Mitglied der Akademie der Wissenschaften in Hamburg.
Seine Publikationsliste umfasst mehr als 400 Artikel und Bücher. Kaminsky war Inhaber von 30 Patenten.

## Publikationen (Auswahl)
- Entsorgung von ölhaltigen Sonderabfällen nach dem Hamburger Pyrolyseverfahren. Verlag Erich Schmidt, Berlin 1990, ISBN 978-3-503-02897-9.
- mit John Scheirs: Feedstock recycling and pyrolysis of waste plastics. Wiley, Chichester 2006, ISBN 0-470-02152-7.
- Metallorganic catalysts for synthesis and polymerisation. Recent results by Ziegler-Natta and metallocene investigations. Springer, Berlin 1999, ISBN 3-540-65813-0.
- Olefin Polymerization. Selected Contributions from the Conference in Hamburg (Germany), October 10–12 2005 (Macromolecular Symposia). Wiley-VCH, Weinheim 2006, ISBN 978-3-527-31742-4.
- mit H. Sinn, H. J. Vollmer und R. Woldt: „Lebende Polymere“ bei Ziegler-Katalysatoren extremer Produktivität. In: Angewandte Chemie Band 92, 1980, S. 396.